# Matthys Gratien
Pas d'image ? Cliquez ici

a Compétitions nationales et continentales officielles uniquement.

Dernière mise à jour le 25 septembre 2023.
Matthys Gratien, né le 15 février 1999 à Bondy, est un joueur français de rugby à XV qui évolue au poste d'ailier au sein du Soyaux Angoulême XV.

## Biographie
Ayant commencé le rugby à La Roche-sur-Yon à l'âge de 13 ans, il rejoint le RC Vannes en 2016, où il fait ses débuts professionnels le 4 octobre 2019 contre le Stade aurillacois Cantal Auvergne. 
Il a participé en tant que titulaire à 11 rencontres et inscrit 5 essais au cours de la saison du championnat de Pro D2 2019-2020.